# ناحية العبيدي
ناحية العبيدي وهي ناحية تتبع قضاء القائم في محافظة الأنبار في العراق مركزها مدينة العبيدي.
كانت في السابق تسمى بناحية العبيدي القديم وهي مجموعة من القرى على نهر الفرات وبعد إنشاء الشركة العامة للفوسفات سنة 1979 تم إنشاء مجمع سكني متكامل في ناحية العبيدي يبعد عن الشركة حوالي 18كم لإسكان الموظفين التابعين للشركة ولحد يومنا هذا وبذالك تسمى الآن بناحية العبيدي، توجد بها الآن مستشفى عام وعدة مدارس ونادي رياضي وعدة أسواق، تبعد عن العاصمة بغداد حوالي 430 كم.